# Endless Summer (Oceana)
Az Endless Summer a német Oceana Mahlmann kislemeze, mely 2012. május 4-én jelent meg. Ez a dal 2012-es labdarúgó-Európa-bajnokság hivatalos dala. 

## Slágerlistás helyezések
| Slágerlista (2012) | Legjobb pozíció |
| ------------------ | --------------- |
| Olaszország (FIMI) | 6               |
| Oroszország        | 15              |
| Ukrajna            | 26              |